# Митниця (Тернопільський район)
Ми́тниця — село в Україні, у Скалатській міській громаді Тернопільського району Тернопільської області. Розташоване на південному сході району. До 2015 підпорядковувалось Магдалівській сільраді.
Населення — 180 осіб (2001).

## Історія
Перша писемна згадка — 1785.
Діяли товариства «Просвіта», «Січ», «Сокіл», «Сільський господар», «Союз українок».
З 1947 року мешканці села зазнали каральної акції операції «Захід».
З 24 серпня 1991 року село входить до складу незалежної України.
14 липня 2015 року ввійшло у склад Скалатської міської громади. 
12 червня 2020 року, відповідно до розпорядження Кабінету Міністрів України  № 724-р «Про визначення адміністративних центрів та затвердження територій територіальних громад Тернопільської області», село увійшло до складу Скалатської міської громади.
19 липня 2020 року в результаті адміністративно-територіальної реформи та ліквідації Підволочиського району, село увійшло до складу новоствореного Тернопільського району.

## Пам'ятки
Є церква Різдва святого Івана Хрестителя (1995, мурована, УГКЦ), «фігурка» Матері Божої.
Насипана символічна могила Борцям за волю України.

## Соціальна сфера
Працюють ЗОШ 1 ступ., клуб, бібліотека, ФАП.

## Відомі люди

### Народилися
- Бошкевич Марія Миколаївна (нар. 1926) — новатор сільськогосподарського виробництва, доярка колгоспу «Україна» Скалатського (Підволочиського) району Тернопільської області. Депутат Верховної Ради УРСР 5-го скликання.

## Галерея

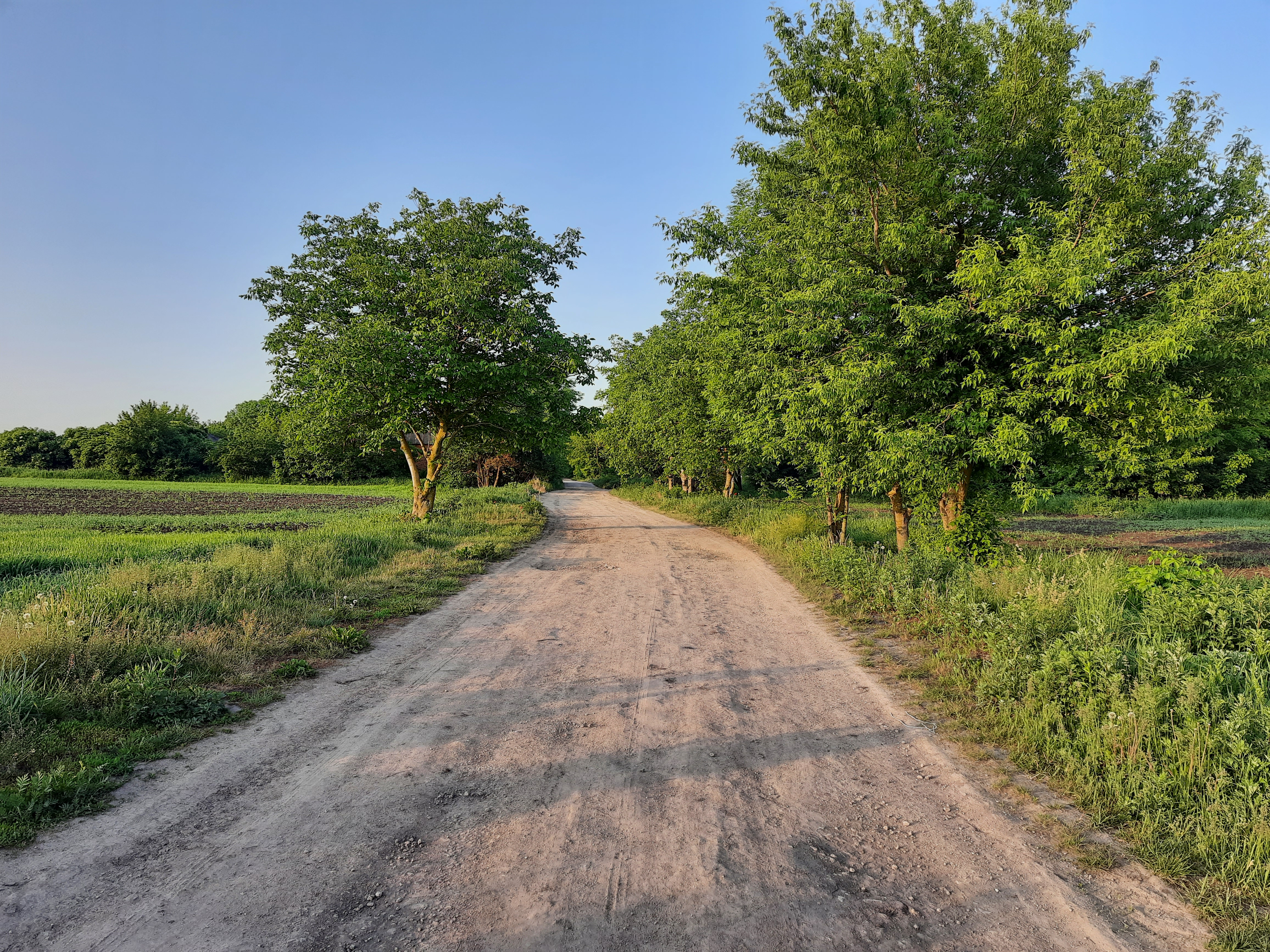
В'їзд у село
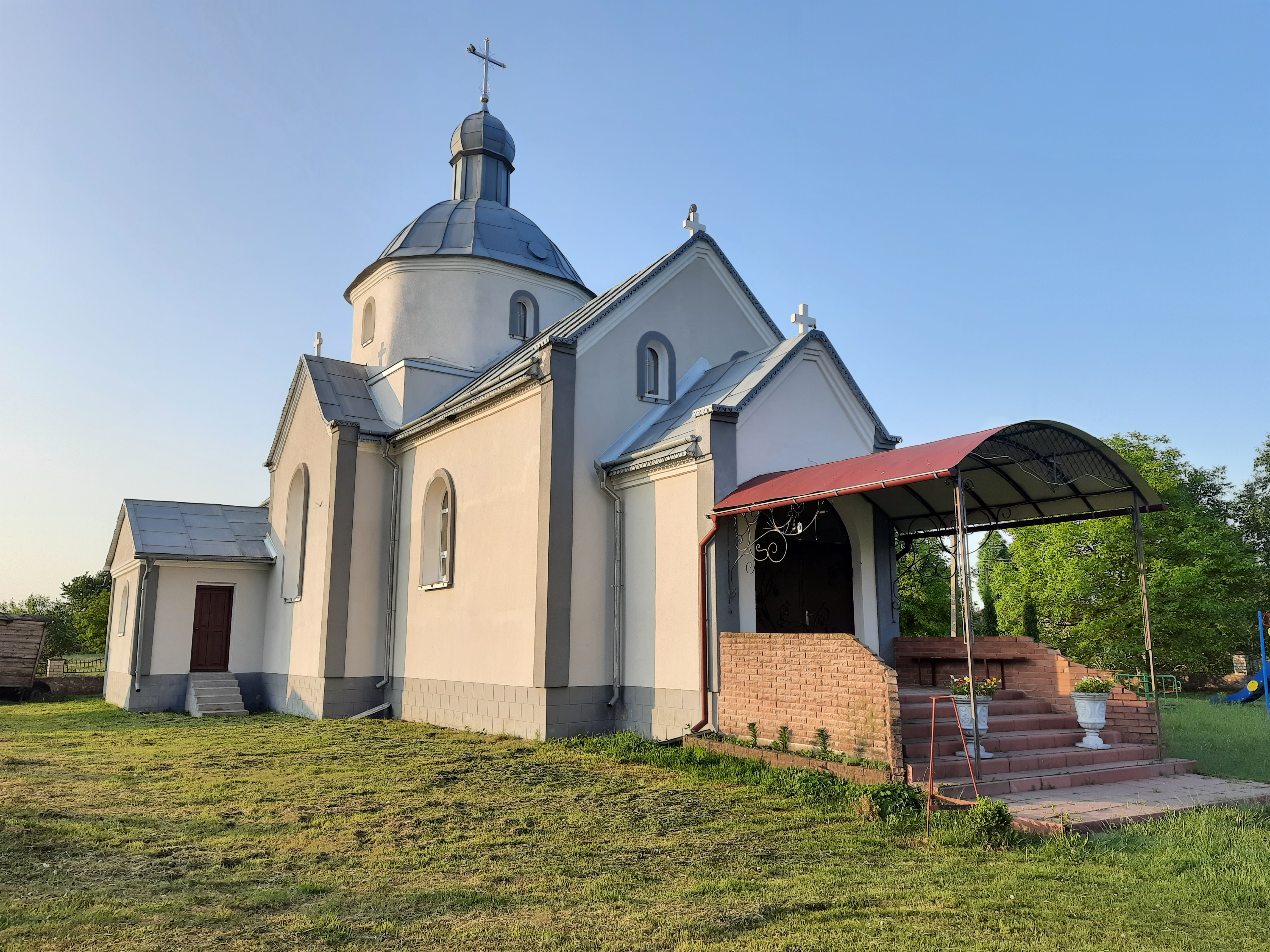
Церква Різдва Івана Хрестителя
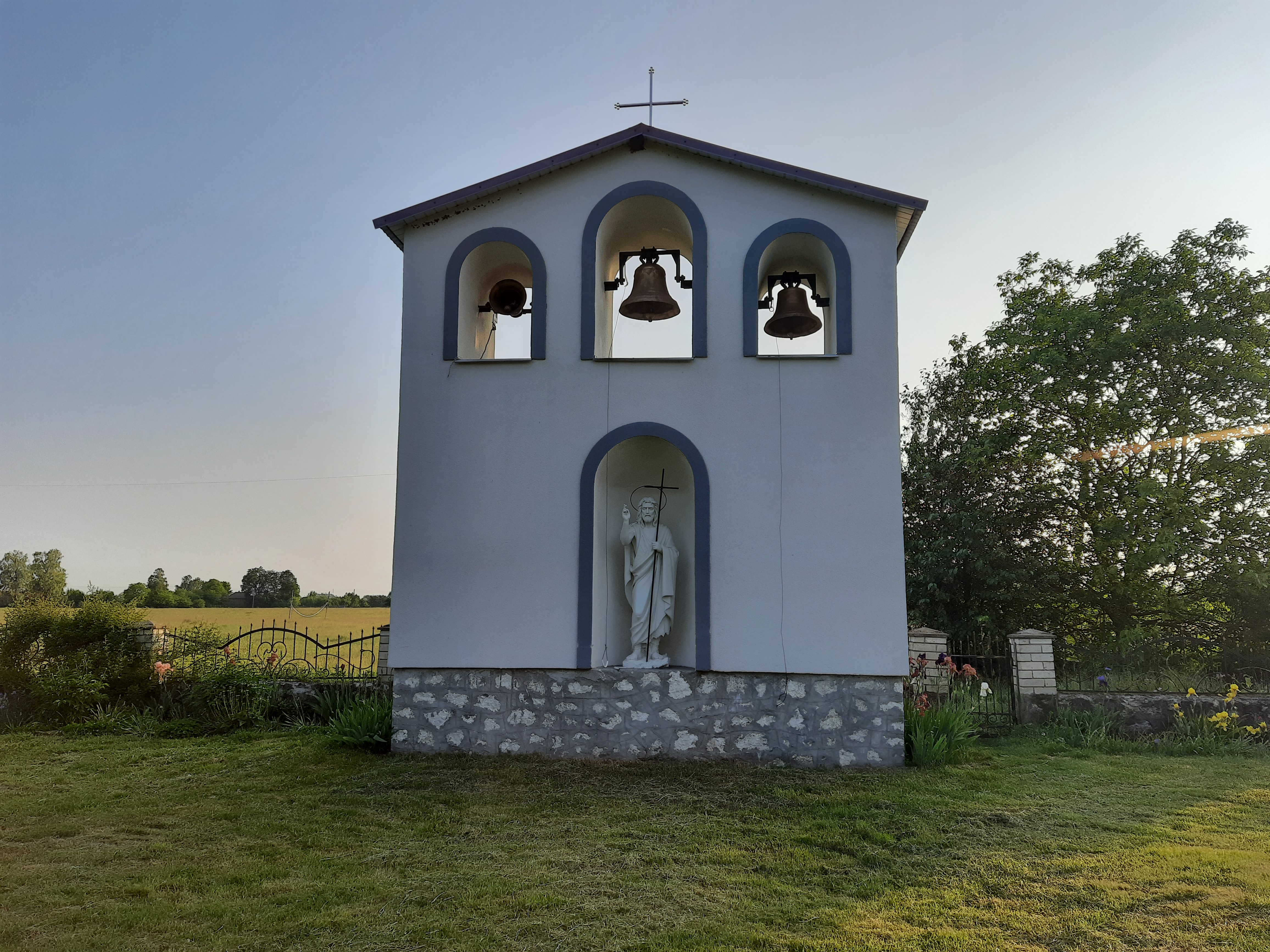
Дзвіниця церкви Різдва Івана Хрестителя
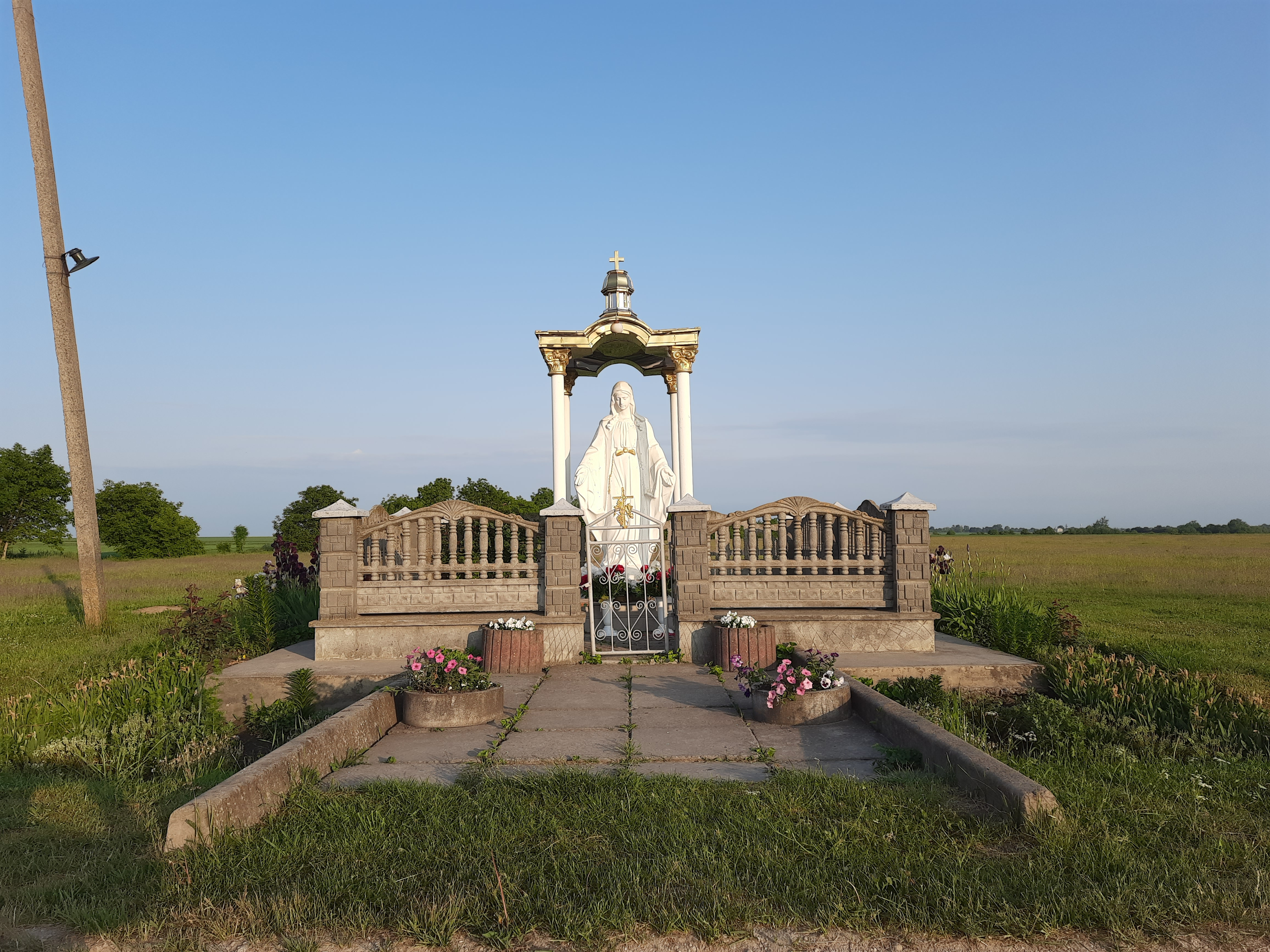
Статуя Божої Матері
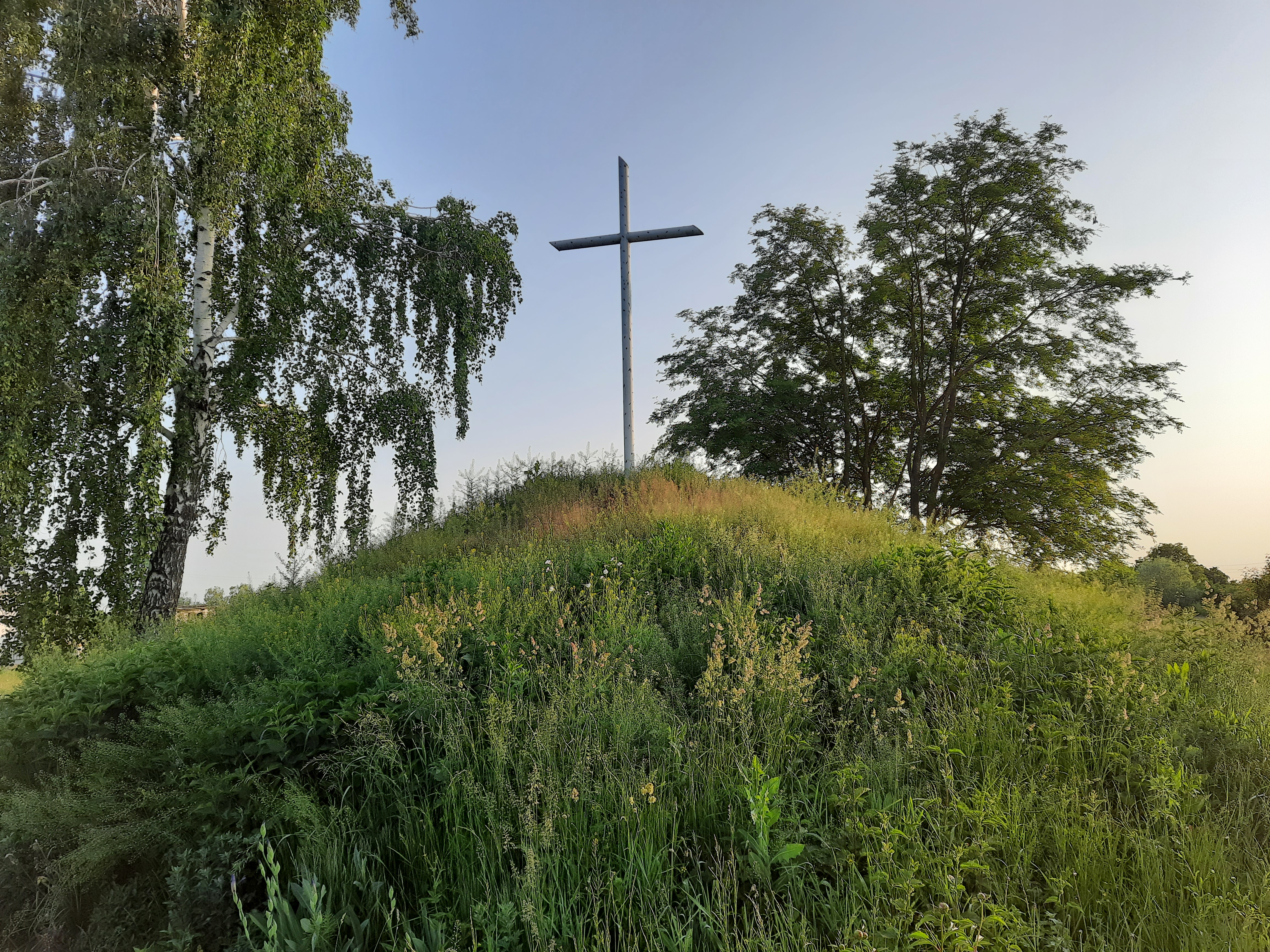
Символічна могила борцям за волю України
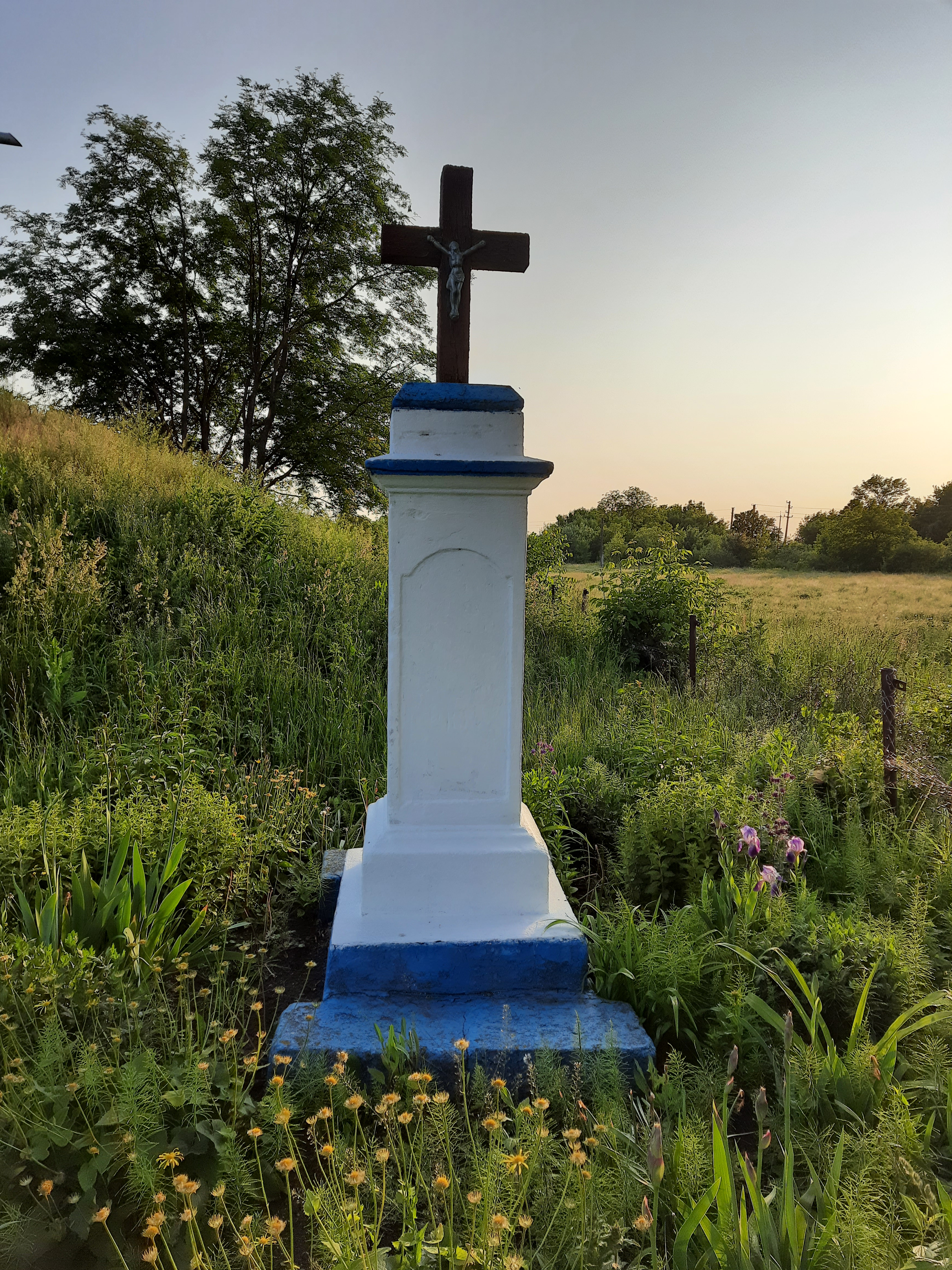
Пам'ятний хрест
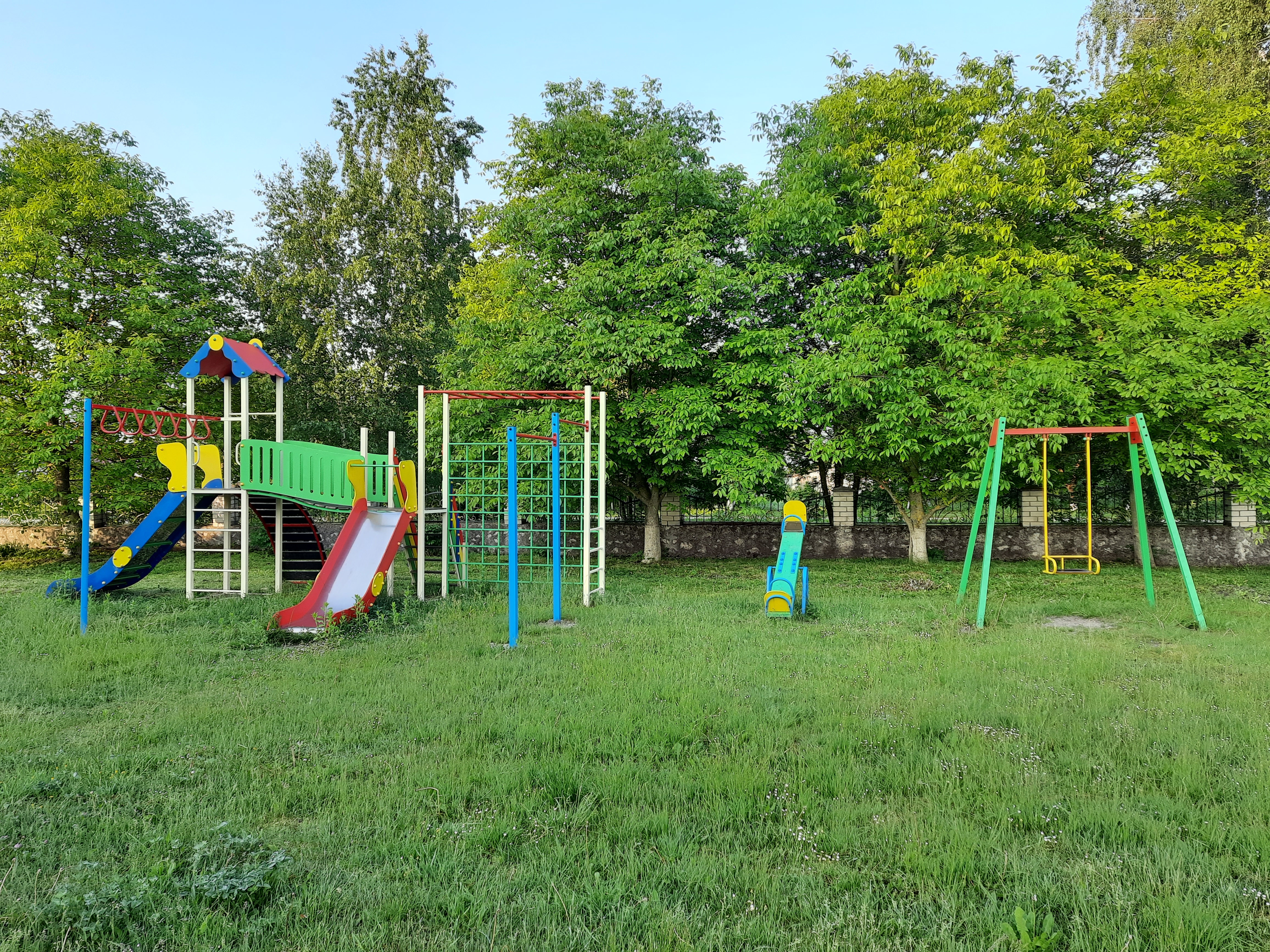
Дитячий майданчик
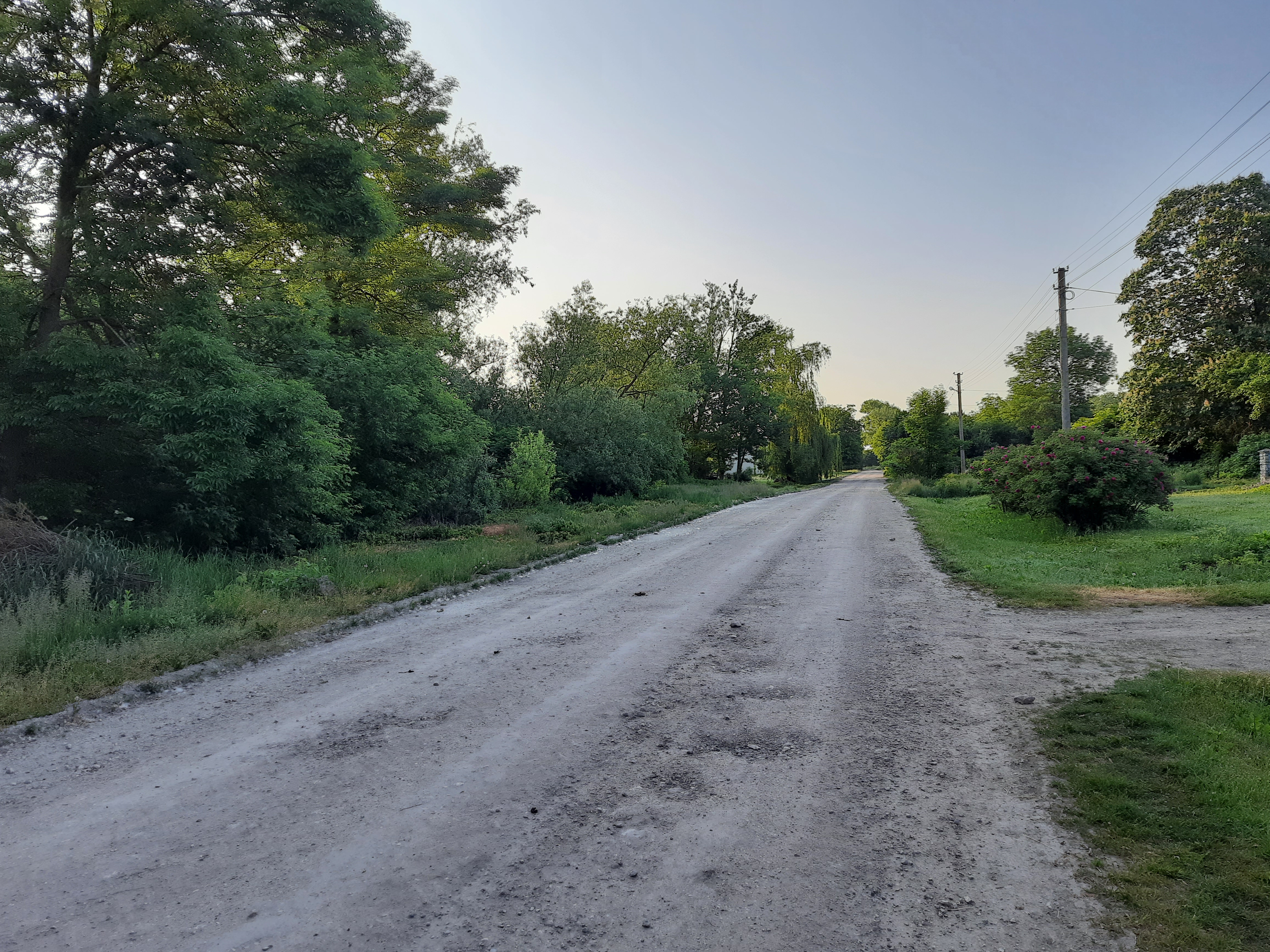
Сільська вулиця